# Felix von Mendelssohn
Felix von Mendelssohn (* 19. August 1918 in Hellerau; † 23. Juni 2008 in München) war deutsch-amerikanischer Psychiater und Psychotherapeut. Er gehört zur deutsch-jüdischen Kaufmanns-, Gelehrten- und Künstlerfamilie Mendelssohn aus Jever, die auf Moses Mendelssohn (nicht identisch mit dem Philosophen Moses Mendelssohn) zurückgeht.

## Leben
Felix von Mendelssohn wurde in Hellerau bei Dresden als Sohn des Künstlers Georg Mendelssohn (1886–1955) und der Künstlerin Gerta Clason geboren und ging dort auch zunächst zur Schule. Sein ältester Bruder ist der Publizist und Essayist Peter de Mendelssohn. Von September 1928 bis Juli 1932 war er als Schüler von Paul Geheeb auf der Odenwaldschule in Ober-Hambach, wo er ein Schulfreund und Zimmergenosse des deutsch-jüdischen Schriftstellers und Malers Wolfgang Hildesheimer war. Vor Erlangung des Abiturs musste er jedoch aus finanziellen Gründen die Odenwaldschule verlassen. Er zog zu seiner Mutter, die sich mit dem Journalisten Walter von Cube neuverheiratet hatte, nach Nonnenhorn an den Bodensee und absolvierte sein Abitur im nahegelegenen Friedrichshafen. Von einem Studium an der Münchener Universität riet ihm der Dekan als Vierteljuden ab. Mendelssohn begann deshalb ein Studium in Graz, wechselte nach dem Anschluss Österreichs im März 1938 dann in die Schweiz. Dort studierte er an der Universität Lausanne Medizin und machte seine praktische Ausbildung von 1944 bis 1949. Einen Einberufungsbescheid zur Wehrmacht ignorierte er und verlor infolgedessen seine deutsche Staatsbürgerschaft. In der Schweiz lernte er seine Frau Hildegard kennen und wanderte mit ihr – angesichts fehlender Berufsperspektive als Nicht-Schweizer – in die USA aus. Dort musste er zunächst seine Ausbildung wiederholen und wurde mit über 30 Jahren zur Armee eingezogen, wo er als Psychiater und Psychotherapeut tätig war. Er bekam drei Kinder: Constance (* 1952), Thomas (* 1954) und Bettina (* 1962). 
Für einige Jahre kehrte er nach München zurück, wo er im Krankenhaus der US-Streitkräfte Leiter der Psychiatrie wurde. 1972 kehrte er aus den USA mit seiner Frau und seinem Sohn Thomas endgültig nach Deutschland zurück, wo er bis zu seinem Tod in München als Psychiater und Psychotherapeut praktizierte.

## Werke (Auswahl)
- This is psychiatry. Watts, New York 1964.
- Psychiatrie. Für Hörer aller Fakultäten. (= Uni-Taschenbücher, Bd. 213) Francke, München 1973, ISBN 3-7720-1009-1.
- Psychiatrie am Scheideweg. Piper. München 1974, ISBN 9783492004107.